# D.N.A. (Mario)
D.N.A. (precedentemente conosciuto come And Then There Was Me) è il quarto album del cantante statunitense Mario, pubblicato dalla J Records il 12 ottobre 2009. L'album è stato anticipato dal singolo Break Up, a cui collaborano Sean Garrett e Gucci Mane. Il singolo è stato pubblicato il 28 aprile 2009 ed ha raggiunto la seconda posizione della classifica Hot R&B/Hip-Hop Chart e la quattordicesima della Billboard Hot 100, diventando il maggior successo di Mario dai tempi di Let Me Love You. Il secondo singolo estratto da D.N.A., Thinkin' About You è stato pubblicato il 4 settembre 2009.

## Tracce
1. Break Up (feat. Sean Garrett & Gucci Mane) - 4:09
2. Thinkin' About You - 4:12
3. Get Out - 3:05
4. Soundtrack to My Broken Heart - 3:10
5. Starlight - 3:57
6. Stranded - 3:23
7. Ooh Baby - 3:40
8. Before She Said Hi (feat. Big Sean) - 4:25
9. I Choose You - 4:23
10. Don't Walk Away - 3:57
11. I Miss My Friend - 3:48
12. The Hardest Moment - 3:36